# 麥可·約克
麥可·休·強森，OBE（1942年3月27日—）或稱作麥可·約克（英語：Michael York），英格蘭男演員。較知名的作品如電影《殉情記》（1968年）、《歌廳》（1972年）、《豪情三劍客》（1973年）、《攔截時空禁區》（1976年）及《王牌大賤諜》系列（1997年至2002年）。

## 個人生活
1967年，約克在工作上遇見了攝影師派翠西亞·麥考倫（Patricia McCallum），之後兩人於1968年3月27日結婚，而當天也是約克的26歲生日。他的繼子為《星際大戰》系列的製片人瑞克·麥考倫。1977年，約克被提名為國際最佳穿著名人堂之一。
2013年，約克被診斷出患有罕見疾病澱粉樣變性病。醫生最初認為他患有骨癌。2012年，他接受了幹細胞移植手術，以幫助緩解其症狀。

## 外部連結
- 官方网站
- Michael York 在英國電影協會的Screenonline
- Michael York在互联网电影资料库（IMDb）上的資料（英文）
- TCM电影资料库上麥可·約克的资料（英文）
- 互聯網百老匯資料庫（IBDB）上麥可·約克的資料（英文）
- Michael York
- Biography at Yahoo movies（页面存档备份，存于）
- 《查理·罗斯访谈录》上的麥可·約克
- WorldCat 聯合目錄中麥可·約克的著作或與之相關的著作